# Samir Bannout

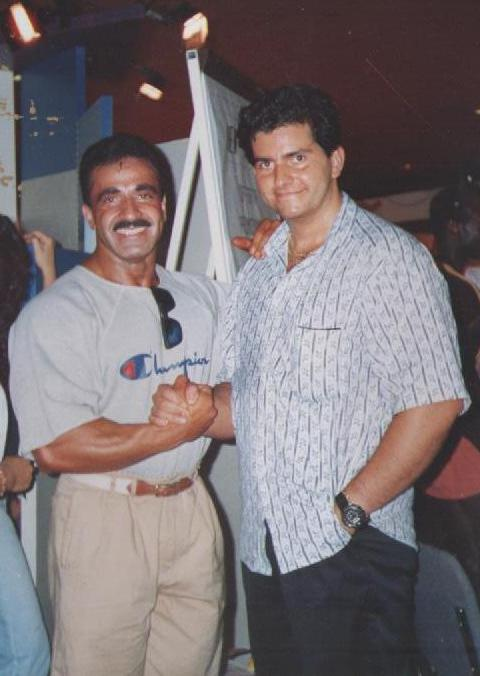
Samir Bannout (links) im Jahr 1990 mit Paolo Tassetto.

Samir Bannout (arabisch سمير بنوت, DMG Samīr Bannūt; * 7. November 1955 in Beirut) ist ein professioneller Bodybuilder. Der als „Lion of Lebanon“ (deutsch: Löwe des Libanon) bekannt gewordene Bannout gewann 1983 den Titel des Mr. Olympia.

## Karriere
Samir Bannout zog bereits in seiner Jugend nach Detroit, USA, wo er mit dem Bodybuilding begann. 1974, im Alter von 19 Jahren, nahm er als jüngster Teilnehmer am Wettkampf Mr. Universe teil und belegte dort den siebten Platz. Auf professionelles Niveau schaffte er es fünf Jahre später durch den Gewinn der Halbschwergewichtsklasse bei den World Amateur Bodybuilding Championships, die von der International Federation of Bodybuilding & Fitness (IFBB) ausgetragen wurden. 1980 nahm er erstmals am Mr.-Olympia-Wettkampf teil und belegte dort den 15. Rang.
Nach dem neunten (1981) und vierten Platz (1982) wurde Bannout schließlich 1983 in München Mr. Olympia und gewann damit die höchste Auszeichnung im professionellen Bodybuilding. Als Trophäe wurde ihm traditionellerweise ein Bronzeabbild von Eugen Sandow überreicht. In den folgenden Jahren nahm er noch insgesamt siebenmal am Wettbewerb teil, kam aber nicht über den sechsten Platz hinaus. Damit ist er aktuell neben Chris Dickerson (1982) und Dexter Jackson (2008) und Shwan Rhoden (2018) der einzige, der den Titel nur einmal gewinnen konnte. Zudem wurde Bannout 1984 für drei Jahre vom Verband IFBB gesperrt, weil er parallel an einem Wettkampf des Konkurrenzverbandes World Amateur Body Building Association teilnahm.
1990 gewann Bannout beim Pittsburgh Pro Invitational seinen letzten Titel auf Profi-Ebene. Im Anschluss beendete er nach 17 Jahren seine aktive Karriere. 2002 wurde er von der IFBB in die Hall of Fame aufgenommen.
Samir Bannout ist verheiratet, hat drei Kinder und lebt in Los Angeles.

## Belege
1. ↑  ifbbpro.com: Samir Bannout

| Personendaten    | Personendaten             |
| ---------------- | ------------------------- |
| NAME             | Bannout, Samir            |
| KURZBESCHREIBUNG | libanesischer Bodybuilder |
| GEBURTSDATUM     | 7. November 1955          |
| GEBURTSORT       | Beirut, Libanon           |